# Néogène
 (janvier 2012).
Si vous disposez d'ouvrages ou d'articles de référence ou si vous connaissez des sites web de qualité traitant du thème abordé ici, merci de compléter l'article en donnant les références utiles à sa vérifiabilité et en les liant à la section « Notes et références ».
Stratigraphie
Paléogène Quaternaire
Subdivisions
- Pliocène
- Miocène

Paléogéographie et climat
Faune et flore
Évolution
Hominidae
Sur l'échelle des temps géologiques, le Néogène (adaptation au XIXe siècle du grec νεογενής / neogenès, « né depuis peu ») est la deuxième période géologique du Cénozoïque. Il succède au Paléogène il y a 23,03 ± 0,05 millions d'années et s'achève il y a 2,58 millions d'années avec le commencement d'une nouvelle période, le Quaternaire. Le Néogène est notamment caractérisé par l'apparition des premiers hominidés.

## Subdivisions
Bien que la Commission internationale de stratigraphie ait proposé d'étendre le Néogène jusqu'à nos jours en y incluant le Pléistocène et l'Holocène, ces deux dernières époques géologiques ont été maintenues dans le Quaternaire.
| Pliocène     |                                      |
| Piacenzien   | (3,600 ± 0,005 - 2,588 ± 0,005 Ma)   |
| Zancléen     | (5,332 ± 0,005 - 3,600 ± 0,005 Ma)   |
| Miocène      |                                      |
| Messinien    | (7,246 ± 0,005 - 5,332 ± 0,005 Ma)   |
| Tortonien    | (11,608 ± 0,005 - 7,246 ± 0,005 Ma)  |
| Serravallien | (13,650 ± 0,050 - 11,608 ± 0,005 Ma) |
| Langhien     | (15,970 ± 0,050 - 13,650 ± 0,050 Ma) |
| Burdigalien  | (20,430 ± 0,050 - 15,970 ± 0,050 Ma) |
| Aquitanien   | (23,030 ± 0,050 - 20,430 ± 0,050 Ma) |

## Paléogéographie
À la fin du Néogène, les continents occupaient approximativement leurs emplacements actuels, le changement le plus notable étant la jonction de l'Amérique du Nord et de l'Amérique du Sud.

## Faune
Pendant ces 21 millions d'années les mammifères et les oiseaux ont évolué considérablement.
Dans les océans, les requins furent atteints de gigantisme au Pliocène, avec par exemple Carcharodon megalodon, qui pouvait atteindre 15 m de long. C'est la première fois que les requins, apparus depuis plusieurs centaines de millions d'années, au cours du Paléozoïque, devinrent les prédateurs majeurs des océans. Les baleines ont, elles aussi, continué à grandir, et c'est à ces périodes qu'elles prirent la forme qu'on leur connaît aujourd'hui.

## Singes
Il y a environ 20 millions d'années apparaissent les premiers hylobatidés, qui donneront les actuels gibbons qu'on trouve aujourd'hui en Asie du Sud-Est, et les premiers hominidés, avec notamment le Kenyapithèque, en Afrique, et le Griphopithèque, en Europe.

La famille des hominidés se subdivise il y a environ 15 millions d'années en deux sous-familles : les ponginés, en Asie, dont il ne reste aujourd'hui que l'Orang-outan, et les homininés, en Eurasie et en Afrique.